# Vicente Gil García
Vicente Gil García (Bolaños de Campos, Valladolid, ????-Madrid, 18 de febrero de 1980) fue el médico personal del dictador Francisco Franco. También fue su amigo y asesor. Por su carácter fue de las pocas personas que se atrevía a decir lo que pensaba a Franco, y por ello, tuvo varios enfrentamientos con algunos ministros de su gobierno.

## Biografía
En sus años de juventud fue un "camisa vieja" (es decir, afiliado a FE de las JONS antes de la guerra civil española). Se convirtió en el médico personal de Franco en plena guerra civil, siendo de hecho su médico personal entre 1937 y 1974. Entabló sólida amistad con el dictador, llegando incluso a echar quinielas juntos. Recibió numerosas condecoraciones. En 1957 contrajo matrimonio con la actriz María Jesús Valdés. En 1961, tras un accidente de Franco en una cacería, pasó información sobre su salud a la inteligencia estadounidense. Su periodo de trabajo abarcó la mayor parte de la dictadura de Francisco Franco y entabló una sólida amistad con el Generalísimo aunque con algún episodio de discrepancia.
Sin embargo, en 1974 cuando el dictador enferma de tromboflebitis Vicente Gil cree detectar que además tiene cáncer de colon, enfrentándose a Cristóbal Martínez-Bordiú, marqués de Villaverde y yerno del propio Franco, que lo negaba, lo que provocó la ruptura de la relación y que a partir de ese momento fuera el marqués de Villaverde el que llevara personalmente la salud de Franco hasta el día de su muerte junto con el médico Vicente Pozuelo Escudero.
Vicente Gil murió en Madrid el 18 de febrero de 1980. Sus memorias, empezadas desde 1974, se publicaron al año siguiente de su fallecimiento.